# تشوبانلار سردارلو
تشوبانلار سردارلو هي قرية في مقاطعة هريس، إيران. عدد سكان هذه القرية هو 427 في سنة 2006.